# الترنون (كورنوال)
الترنون (بالإنجليزية: Altarnun)‏ هي قرية و أبرشية مدنية تقع في المملكة المتحدة في كورنوال. يقدر عدد سكانها بـ 4,038 نسمة .